# 천주교 군종교구
대한민국 로마 가톨릭교회의 군종교구(軍宗敎區, Military Ordinariate of Korea)는 대한민국의 군에 복무하는 가톨릭신자 장병의 관리를 위하여 설정된 특수 교구의 하나이다. 이 교구는 지역을 기반으로 하고 있지 않기 때문에 관구에 속해있지 않으며, 교황청에서 직접 관할하고 있다.

## 연혁
- 1951년 최덕홍 주교(대구교구장) 초대 지도주교(총재주교)로 선임
- 1954년 12월 13일 문관신분 군종 성직자들에게 현역 계급 수여(신부 3명)
- 1954년 서울교구 교구장 노기남 주교 제 2대 군종신부단 총재 선임
- 1958년 군종신부단장 박희봉 신부 임명
- 1961년 가톨릭 군종 신부단 주교회의 정식 인준
- 1964년 4월 교구 내 신부의 10%를 군종신부로 파견하기로 주교회의에서 결정
- 1967년 제3대 군종단 총재 지학순 주교 선임
- 1970년 군종후원회 설립 및 활동 초대 군종후원회 회장 민병권 장군 임명
- 1989년 10월 교황 요한 바오로 2세가 한국 군종교구 설립에 대한 교황 칙서 발표, 초대 군종교구장 정명조(아우구스티노) 주교 임명
- 1999년 제 2대 군종교구장 이기헌(베드로) 주교 임명
- 2010년 2월 26일 교황 베네딕토 16세가 이기헌 주교를 천주교 의정부교구 교구장으로 임명
- 2010년 5월 4일 이기헌 주교, 천주교 의정부교구장 착좌. 군종교구에 새 교구장 주교가 임명될 때까지 이기헌 주교가 군종교구장 서리를 맡음.
- 2010년 7월 16일 교황 베네딕토 16세가 작은형제회 서울 청원소 부수호자 유수일(프란치스코 하비에르)신부를 제 3대 군종교구장으로 임명.
- 2010년 9월 15일 유수일 주교의 주교서품식 및 군종교구장 착좌

## 역대교구장
- 1대 정명조(아우구스티노) 주교 (1989년 10월23일 ~ 1998년 11월5일)
- 2대 이기헌(베드로) 주교 (1998년 11월5일 ~ 2010년 5월 4일, 교구장서리 2010년 5월 4일 ~ 2010년 9월 15일)
- 3대 유수일(프란치스코 하비에르) 주교 (2010년 9월15일 ~ 2021년 2월 2일)
- 4대 서상범(티토) 주교(2021년 2월 2일 ~  현재)

## 역대군종단 총재
- 1대 최덕홍(요한) 주교(1951년 ~ 1954년)
- 2대 노기남(바오로) 대주교(1954년 ~1967년)
- 3대 지학순(다니엘) 주교(1967년 ~ 1970년)
- 4대 지학순(다니엘) 주교(1970년 ~ 1973년)
- 5대 김수환(스테파노) 추기경(1973년 ~ 1978년)
- 6대 김남수(안젤로) 주교(1978년 ~ 1981년)
- 7대 김남수(안젤로) 주교(1981년 ~ 1984년)
- 8대 경갑룡(요셉) 주교(1985년 ~ 1989년)

## 관할 본당
- 국직 : 가정 성모 성당,[1] 국방대, 삼위일체, 성가브리엘, 성요셉(의무사), 충호
- 육직 : 과훈단, 남성대, 문무대, 방패, 백운, 비승, 상무대, 성레오, 성바실리오, 성요셉(부사관학교), 연무대, 자운대, 칠성대(육군), 화랑대
- 육군 : 강철, 결전, 노도, 동해(육군), 명월, 맹호, 무열대, 백골, 백두산, 백마, 백호, 비룡, 상승대, 선봉대, 성요셉(1군단), 소성, 승진, 쌍용, 열쇠, 오뚜기, 을지, 이기자, 전승, 전진, 증평103위성인, 진군, 철벽, 청성, 충경, 충무, 충용, 충의, 충장, 칠성, 태극, 태풍, 필승, 하상바오로, 한밭, 화랑
- 해군 : 동해(해군), 만포대, 목포해군, 신선대, 인천해군, 진해해군, 제주해군, 청룡오리정, 충무대, 탐라대, 해군교육사, 해군사관학교, 해군중앙, 해병대요람, 해병중앙, 흑룡
- 공군 : 공군중앙, 광성대, 동성대, 명성대, 비성대, 성무대, 성요한, 예성대, 용성대, 은성대, 은하수, 지성대, 천마대, 천성대, 칠성대(공군), 토성대, 한성대, 해성대, 화랑대